# Pisaster giganteus
Pisaster giganteus is een zeester uit de familie Asteriidae.
De wetenschappelijke naam van de soort werd in 1857 gepubliceerd door William Stimpson.